# Ataque a Cádiz
El ataque a Cádiz llevado a cabo por la Royal Navy británica en 1797 consistió en un bombardeo fallido de la ciudad por varios buques al mando del Contraalmirante Horatio Nelson con el objetivo de forzar a la flota española, derrotada meses antes en la Batalla del Cabo de San Vicente, a abandonar la protección del puerto para enfrentarse a una flota de bloqueo comandada por el Almirante John Jervis.
El bombardeo de la ciudad por parte de los británicos fue un fracaso. Durante el mes de julio, después de una serie de ataques fallidos y con los navíos británicos siendo atacados contundentemente por las cañoneras de las fuerzas sutiles españolas, bajo el mando del almirante Mazarredo, Nelson, frustrado, se dirigió hacia las Islas Canarias, mientras el conde de San Vicente, Jervis, retiraba la armada británica de Cádiz hacia el río Tajo, en Portugal, dejando un escuadrón de observación.
El 6 de febrero de 1798 salió la escuadra de Mazarredo del apostadero de Cádiz, ahuyentando a la división de exploración. Aun así no tardaría en volver la escuadra británica y bloquear Cádiz, diluyéndose el bloqueo completamente el 20 de diciembre. La victoria de los españoles sobre los británicos acabó siendo un proverbial gracejo gaditano: "¿De qué sirve a los ingleses tener fragatas ligeras, si saben que Mazarredo tiene lanchas cañoneras?"

## Antecedentes
El 19 de agosto de 1796, el primer ministro español Manuel Godoy firmó el Tratado de San Ildefonso con Napoléon Bonaparte, en aquel entonces asentado en el gobierno de la República Francesa. Dicho tratado supuso la declaración de guerra contra Gran Bretaña por parte española en octubre de ese mismo año. En un principio los resultados de las operaciones fueron positivos, pues Gran Bretaña se vio obligada, ante la superioridad numérica franco-española, a evacuar sus posiciones en el Mediterráneo, Córcega y la Isla de Elba, tarea que fue llevada a cabo por la flota británica del Mediterráneo al mando del almirante John Jervis, que consistía en 15 navíos de línea frente a 38 franco-españoles. Sin embargo, los reveses para las fuerzas españolas sobrevinieron pronto. El 13 de octubre, la fragata Mahonesa fue apresada fácilmente por la Terpsichore; el 2 de diciembre el bergantín Correo corrió igual suerte a manos de la fragata Southampton cerca de Génova, y dos semanas después, frente a Cartagena, el comodoro Horatio Nelson, a bordo de la fragata Minerve, rindió la española Sabina, aunque tuvo que abandonarla al día siguiente.

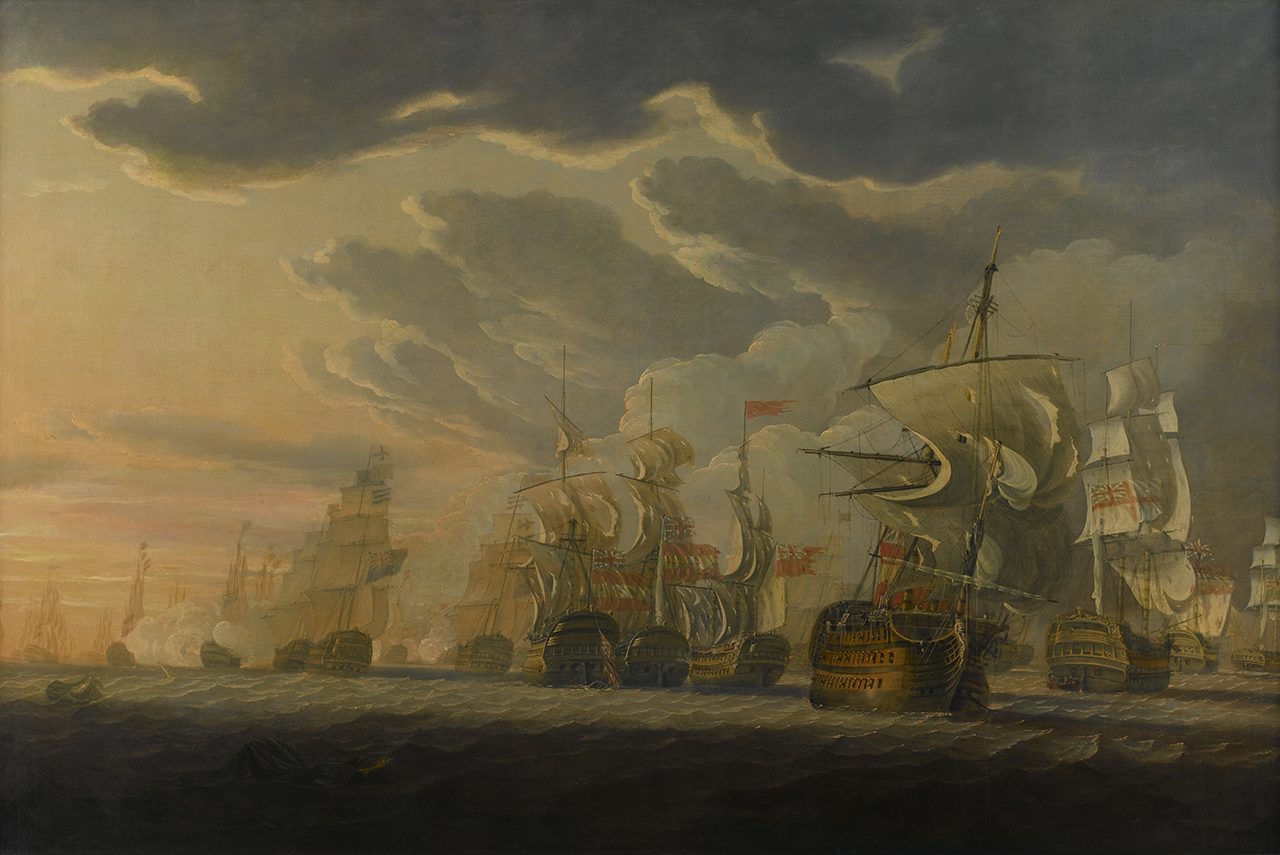
Derrota de la flota española en el Cabo de San Vicente.

A principios de 1797, mientras el almirante Jervis se hallaba estacionado en Lisboa con sus fuerzas disminuidas por un fuerte temporal que azotó las costas atlánticas a lo largo del invierno, una flota española compuesta por 27 navíos de línea, 8 fragatas, 4 urcas, un bergantín y 28 lanchas cañoneras y bombarderas, al mando de Don José de Córdoba, zarpó de Cartagena con la intención de unirse a la flota francesa de Brest. Un convoy mercante se les unió en aguas de Málaga, entrando en Cádiz poco después junto a los navíos Bahama, Neptuno y Terrible. Córdoba siguió su ruta confiando plenamente en que Jervis contaba con apenas 10 navíos y no se molestó en tomar ninguna precaución defensiva. Sin embargo, Jervis había sido reforzado por 5 navíos al mando del contraalmirante William Parker. Por otro lado, Nelson, en la Minerve, se escurrió entre los navíos españoles sin ser detectado y notificó a Jervis cuál era su localización.
El 14 de febrero, los navíos de Jervis, 15 en total, sorprendieron a la altura del Cabo de San Vicente a la flota española en completo desorden. Córdoba ordenó formar una columna, pero parte de sus buques quedaron dispersos, a sotavento. Nelson, por iniciativa propia, se dirigió hacia el grupo más pequeño en una acción que resultaría decisiva. Jervis secundó su arriesgada maniobra y el combate se saldó con la captura de 4 navíos españoles, dos de ellos a manos de Nelson y su tripulación. Los británicos apenas sufrieron 400 bajas por 1318 españolas, además de haber hecho 3000 prisioneros. La flota española se retiró entonces a Cádiz. La fragata Terpsichore, al mando del teniente Richard Bowen, siguió de cerca a los buques de Córdoba y abrió fuego contra el Santísima Trinidad, de 136 cañones, causándole 9 muertos y numerosos heridos.
En Cádiz Don José de Córdoba y gran parte de los mandos españoles en la batalla fueron sometidos a consejo de guerra. La mayoría de los enjuiciados fue desprovisto de su cargo y suspendido en el servicio. Córdoba fue sustituido por José de Mazarredo, quien llegó a Cádiz el 8 de abril y tomó disposiciones tales como desarmar parte de los navíos para completar las tripulaciones de los restantes. También se ocupó de reforzar las defensas de la bahía, para lo cual armó 136 lanchas de distintos tipos con las que formó divisiones establecidas en Rota, La Caleta, puerta de Sevilla y Sancti Petri. Tampoco Jervis permaneció inactivo: habiendo reparado sus navíos y recibido refuerzos desde Gran Bretaña, zarpó de Lisboa el 31 de marzo y se dirigió a Cádiz, donde destacó varios buques para apresar cuanta embarcación española estuviese a la vista. Sus principales víctimas fueron las fragatas Elena y Ninfa. La primera varó en la costa y la segunda fue apresada. En las mismas fechas Jervis se decidió a bombardear Cádiz. Su intención era obligar a Mazarredo a abandonar el puerto de Cádiz a la vez que entretener a sus marineros con tal de evitar un motín en la flota.

## Ataque

### Primer bombardeo

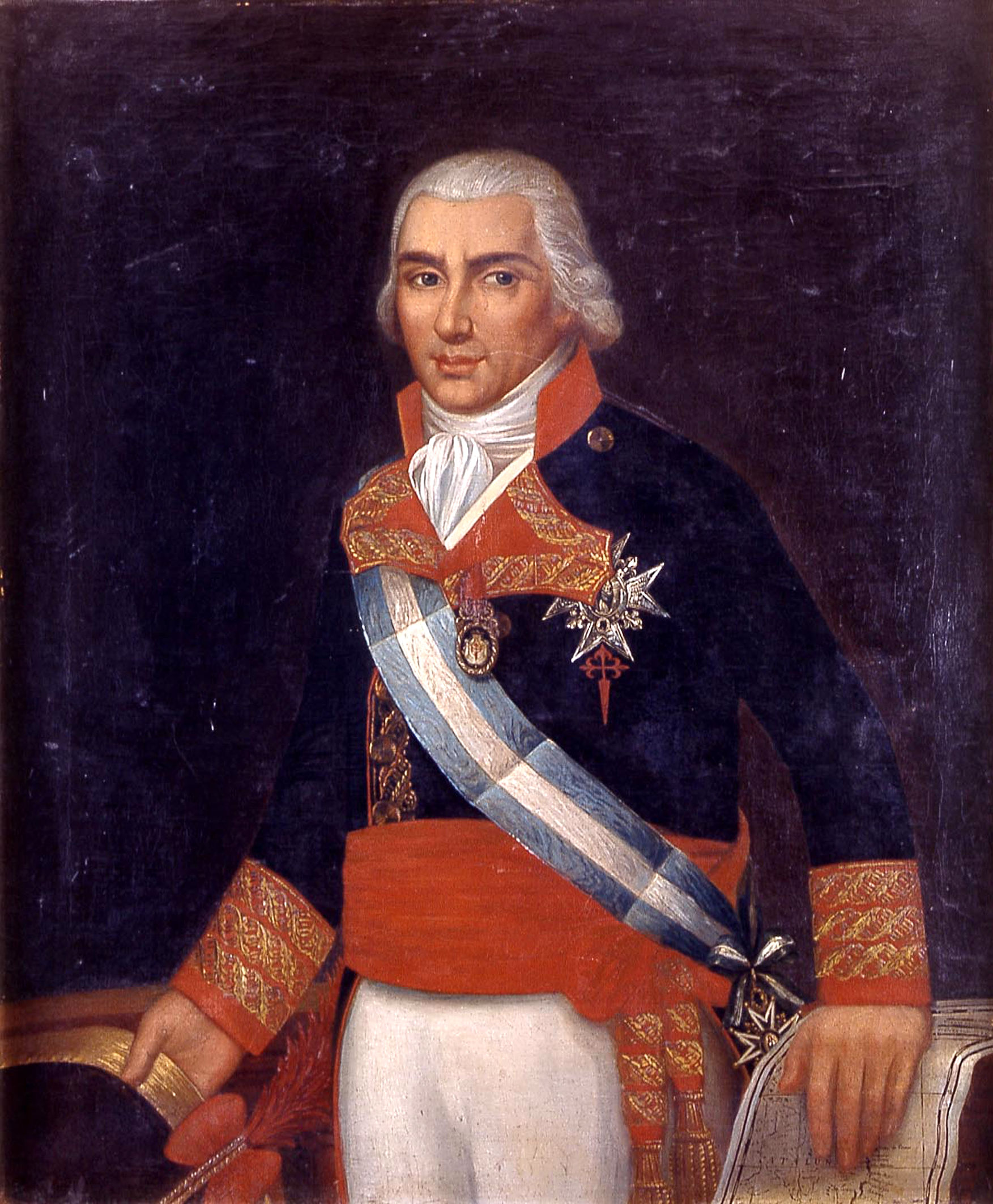
Federico Gravina, cuya flotilla fue derrotada por Horatio Nelson.

Una vez los preparativos estuvieron completados, la noche del 3 de julio, la bombardera Thunder, al mando del teniente John Gourly, cubierta por varias cañoneras, lanchas y barcazas al mando del contraalmirante Horatio Nelson, se posicionó frente al Castillo de San Sebastián a una distancia de aproximadamente 2500 yardas de los muros de la ciudad, que contaba en aquel entonces con cerca de 4000 soldados regulares, 70 cañones y 8 morteros para su defensa. La Thunder comenzó a bombardear la ciudad con gran acierto, pero su mortero pronto quedó inutilizado a causa del uso prolongado que venía sufriendo. Para garantizar la seguridad del buque, el navío Goliat, al mando del capitán Thomas Foley, la fragata Terpsichore, al mando del teniente Richard Bowen, y el cúter Fox, al mando del teniente John Gibson, levaron anclas y se aproximaron a la Thunder para brindarle su protección.
La retirada de la bombardera británica, que los españoles atribuyeron al efecto de los disparos de las cañoneras de las divisiones mandadas por Federico Gravina, reclamando además que los disparos del buque británico no causaron daño alguno, fue la señal para que un gran número de cañoneras y lanchas armadas españolas abandonara la seguridad del puerto y trataran de apresar a la indefensa Thunder. Nelson, al frente de varias de sus lanchas, se dispuso a impedirlo y trabó combate con la flotilla española. El teniente español Miguel Tyrason, al mando de una lancha tripulada por 26 hombres, trató de apresar el bote de Nelson, que contaba apenas con 15 hombres. Un feroz combate cuerpo a cuerpo sobrevino, implicándose ambos oficiales a riesgo de perder la vida. Finalmente 18 de los españoles fueron muertos y Tyrason se vio obligado a rendirse. La flotilla española se retiró hacia las murallas perseguida por las unidades británicas, que apresaron, además de la lancha de Tyrason, dos cañoneras. A bordo de estos buques murieron el teniente de navío Juan Cavaleri y resultaron gravemente heridos Miguel de Irigoyen, Juan Ferriz y el guardamarina Clavijo. Los prisioneros ascendieron a un centenar.

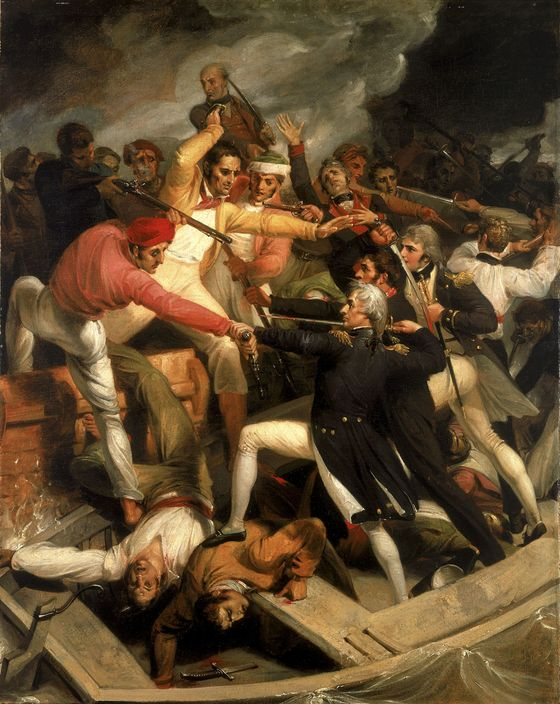
Combate de Nelson con una lancha española en Cádiz. Richard Westall, 1806.

Las pérdidas británicas fueron comparativamente leves: la lancha del navío Ville-de-Paris, que fue rápidamente reparada por disposición del capitán Toubridge, del Culloden; 1 marinero muerto y una veintena de heridos, entre ellos el capitán Thomas Francis Fremantle, el guardiamarina Robert Tooley y el marinero John Sykes, quien resultó gravemente herido protegiendo la vida de Nelson. El contraalmirante, en su despacho sobre la acción, elogió el valor de Tyrason y el de los demás oficiales a los que había hecho prisioneros. Por otro lado, lamentó que la oscuridad hubiera impedido que sus órdenes se llevaran a cabo plenamente, cosa que, según afirmó, había impedido la captura de la flotilla española al completo.

### Segundo bombardeo

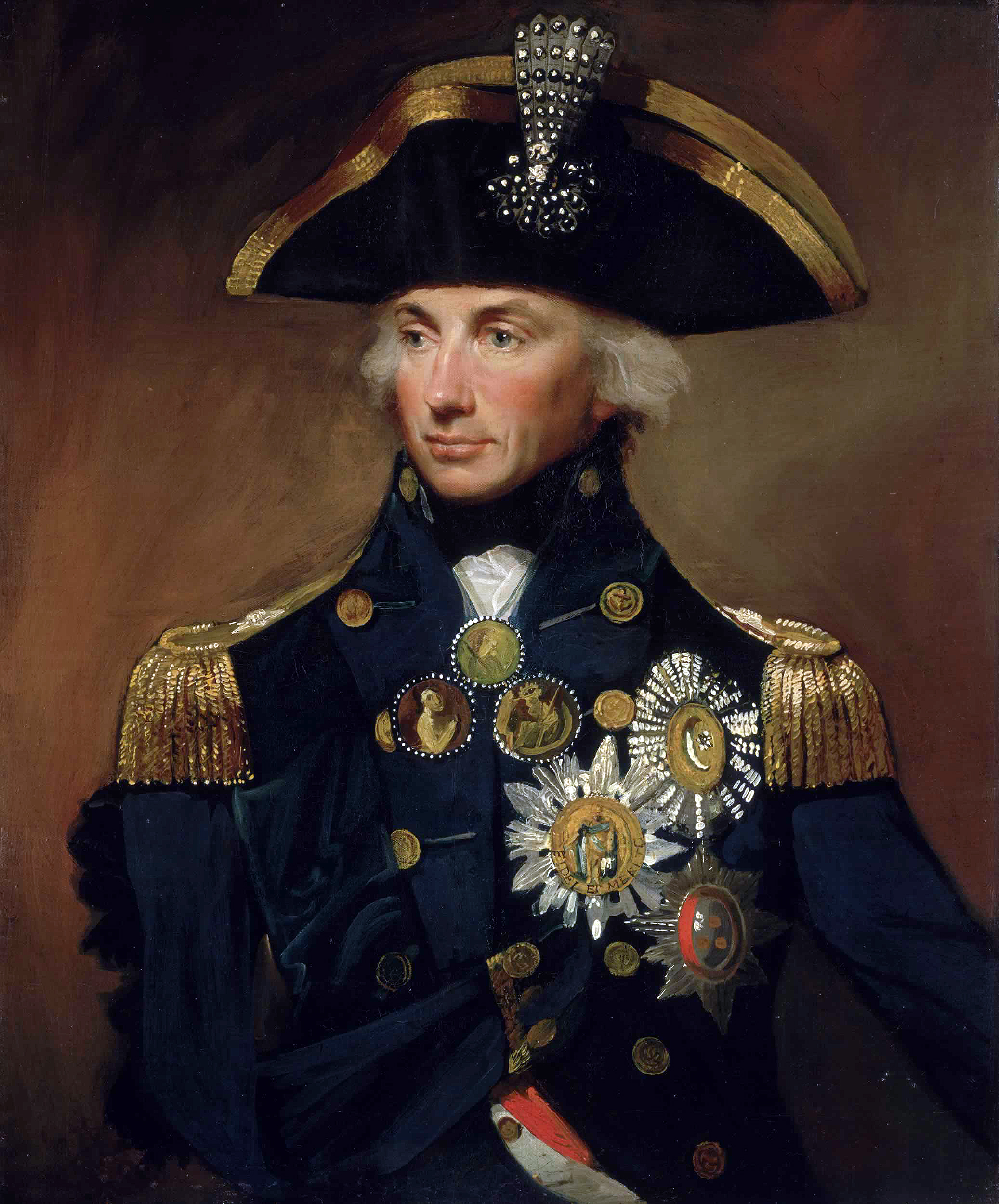
El contraalmirante Horatio Nelson dirigiendo a las fuerzas británicas.

El primer bombardeo no fue suficiente para obligar a Mazarredo a abandonar la seguridad del puerto gaditano. El almirante español se decantó por una defensa pasiva, confiando en que las numerosas baterías de costa protegerían su escuadra y la ciudad. Nelson eligió la noche del 5 de julio para lanzar otro ataque contra Cádiz. En esa ocasión disponía de tres bombarderas, la Thunder, la Terror y la Strombolo, que fueron juiciosamente emplazadas por el patrón del Ville-de-Paris,  Bartholomew Jackson. Cubrían a estas unidades el navío Theseus, al mando del capitán Ralph Willett Miller, y las fragatas Terpsichore y Esmerald, esta última bajo el mando de John Waller. El ataque causó en esta ocasión daños considerables en la ciudad y la escuadra española. Se produjeron tres incendios a lo largo de Cádiz, según el testimonio de un mercante neutral, y gran parte de la población huyó a las poblaciones limítrofes. Diez navíos, incluyendo el insignia de Mazarredo y el de Gravina, se vieron forzados a levar anclas y adentrarse en la bahía con tal de huir del cañoneo británico.
Del mismo modo que en la noche del 3 de julio, la flotilla de cañoneras españolas trató de poner fin al bombardeo, produciéndose un combate con las lanchas de Nelson sin que tuviera lugar ningún abordaje. Los británicos apenas sufrieron tres muertos y 17 heridos, entre ellos el capitán de marines Thomas Oldfield, los tenientes John Collins y John Hornsey, y los guardiamarinas John Collier y John Stephenson. Las bajas españolas se desconocen, aunque se estimaron superiores. Los españoles reclamaron por su parte el hundimiento de 3 botes y la lancha del navío Victory, que no tomó parte en la acción, pero tales pérdidas no fueron registradas por los oficiales de la Royal Navy.

## Consecuencias

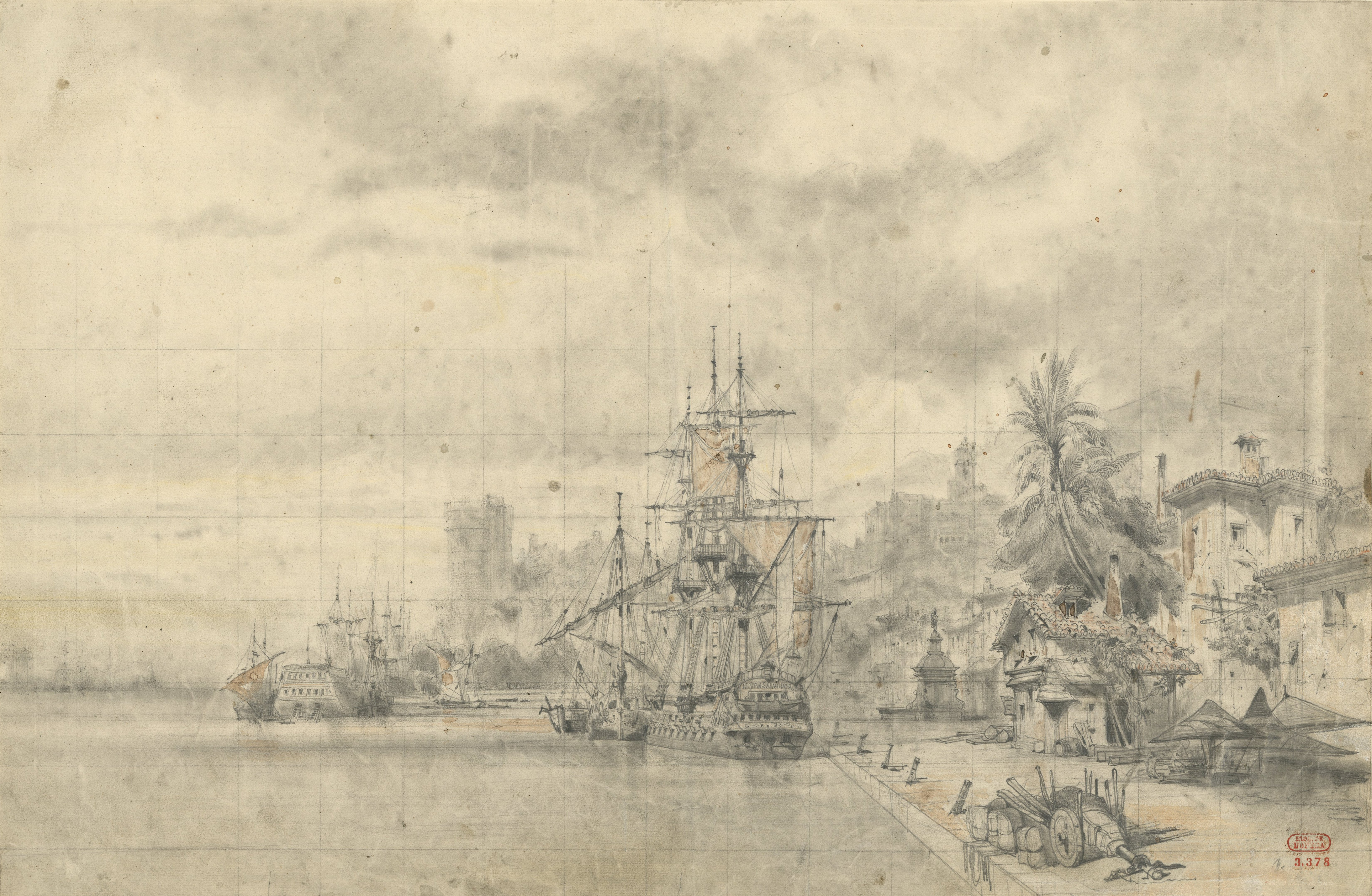
El puerto de Cádiz a finales del.

Nelson sopesó la idea de realizar un nuevo bombardeo el día 8, pero vientos contrarios lo impidieron. Pese a ello la acción de saldó con un importante éxito británico, puesto que certificó el establecimiento del bloqueo de Cádiz, destinado a impedir el tráfico entre España y las colonias americanas. La flota británica creó durante algunos años lo que fue calificado de "ciudad movible frente a Cádiz". El bloqueo, que supuso el hundimiento del comercio gaditano, fue un rotundo éxito. Apenas 10 barcos procedentes de las colonias lograron entrar en Cádiz y 16 salir de la ciudad; todos ellos buques pequeños de muy escaso tonelaje, lo cual les pemitía burlar con garantías el férreo bloqueo impuesto. Buques de guerra británicos comenzaron además a merodear frente a las plazas americanas más frecuentadas (Veracruz, La Guaira, Montevideo), de modo que algunos mercantes fueron apresados antes de llegar a su destino y otros se resistían a zarpar de tales puertos por temor a caer en manos británicas. La declaración de guerra de España a Gran Bretaña, en consecuencia, provocó una crisis sin precedentes, tanto en lo concerniente a las relaciones comerciales entre España y sus colonias como en la estructura de la flota mercante, en la que se cimentaba la interdependencia de España y sus posesiones americanas.